# Gloire (croiseur, 1935)
Pour les autres navires du même nom, voir Gloire (navire).
La Gloire est un croiseur léger de classe La Galissonnière mis en service en 1937 par la marine française.

## Service

### Début

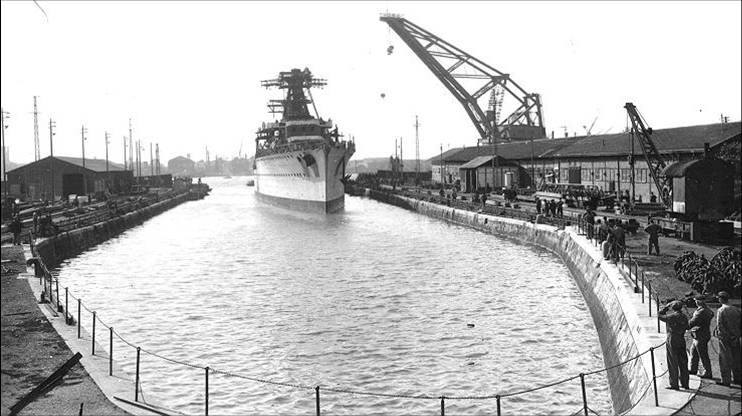
Le croiseur Gloire entrant dans le bassin des Chantiers de la Gironde en 1936.

Le croiseur est construit de 1933 à 1936 aux Forges et chantiers de la Gironde, à Lormont, dans le port de Bordeaux.La Gloire est mis en service à Brest le 18 novembre 1937 et part en mission pour l'Indochine française. Il en revient le 16 avril 1938. En janvier 1939, Il intègre la 4e division de croiseurs et navigue vers la Grande-Bretagne et les États-Unis. Il escorte ensuite le cuirassé Dunkerque pour un transport d'or au Canada et à son retour un convoi de troupes canadiennes. Il effectue des patrouilles au sein de la Force de Raid sous le commandement du Vice-amiral Marcel Gensoul.

### Seconde Guerre mondiale

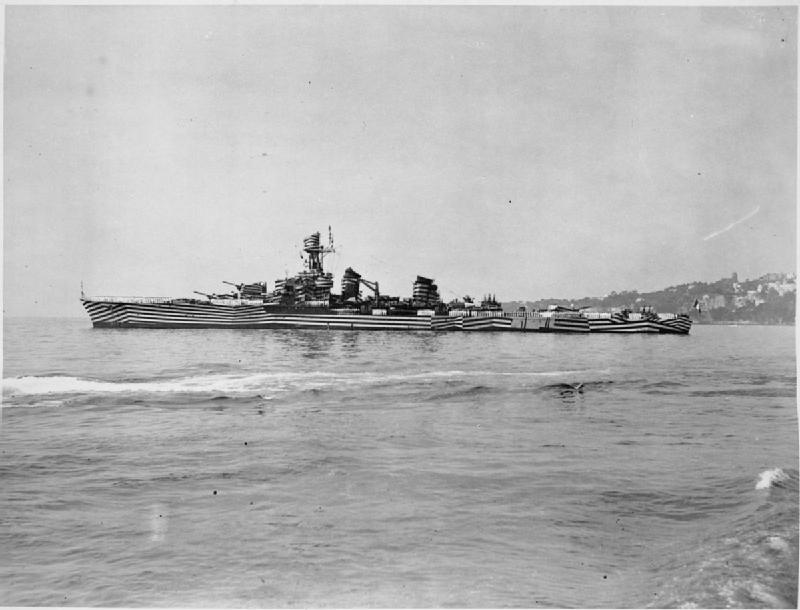
La Gloire arborant un camouflage disruptif, Naples, circa 1944

Au moment de la défaite française en juin 1940, le croiseur se trouve au port d'Alger. Il rejoint Toulon le 4 juillet avec la 4e division de croiseurs restés fidèles au nouveau Régime de Vichy.
Les sécessions des territoires d'Afrique noire par les FFL de la France libre constituées au Tchad et au Cameroun incitent le gouvernement de Vichy à envoyer à Dakar la 4e division de croiseurs ou Force Y constitué, outre la Gloire, des croiseurs légers Montcalm et Georges Leygues. Les navires franchissent sans encombre le détroit de Gibraltar tenu par les Anglais et arrive à Dakar le 14 septembre. Le 18 septembre 1940, il tente de rejoindre Libreville en Afrique-Équatoriale française. Cette région récemment (le 26 août) ralliée à la France libre n'est pas encore concrètement sous contrôle des FFL. Le croiseur est intercepté par une Task Force constituée des croiseurs lourd HMAS Australia et HMS Cumberland qu'il ne peut distancer à cause de problèmes de machines. Les navires de la Royal Navy le reconduisent sous escorte jusqu'à Casablanca. Il ne participe pas à la bataille de Dakar du 23 au 25 septembre 1940. Après avoir subi des travaux de carénage à Casablanca, il participe aux opérations de sauvetages auprès du paquebot Laconia en septembre 1942 coulé par le sous-marin allemand U-156.
Après le débarquement allié en Afrique du Nord (opération Torch) et l'invasion de la zone sud par les Allemands (opération Anton) en novembre 1942, la Gloire rejoint les forces françaises combattantes. Avec l'ensemble des croiseurs de 4e division basés à Dakar, elle est modernisée dans les chantiers navals de Philadelphie à partir de février 1943. Les croiseurs de la division participent ensuite aux patrouilles anti-runner de blocus des navires allemands opérant au centre et au sud de l'Atlantique jusqu'au 16 janvier 1944.
En février 1944, la Gloire appuie le débarquement allié sur Anzio (opération Shingle) puis assure le transport de plusieurs unités françaises vers l'Italie et la Corse. Après un carénage à Alger d'avril en juin, elle participe au débarquement de Provence en août 1944 (opération Dragoon). Jusqu'à la fin de la guerre, elle fournira des appuis feu contre des objectifs terrestres aux forces alliées sur les côtes italiennes et françaises.

### Après-guerre
Après guerre le croiseur effectue trois missions en Indochine avant d'être mis en réserve le 1er février 1955. il est démantelé en janvier 1958.